# Мёндже бэгаб
Мёндже бэгаб (кор. 면제배갑 или 綿製背甲) — пуленепробиваемый жилет, изготовленный для нужд армии корейской монархии Чосон в 1867 году вскоре после случившегося французского вторжения.

## Предыстория
Хотя карательная экспедиция 1866 года и оказалась провальной для французских войск, корейская армия, в то время использовавшая морально устаревшие фитильные мушкеты, испытала на себе превосходство французских казнозарядных «табакерочных» винтовок. Находясь под впечатлением от ошеломительной огневой мощи западного вооружения, корейский принц-регент Ли Ха Ын дал указ начать массовое производство бронежилетов, сшитых из тридцати стёганых отрезков хлопчатобумажной ткани.
Единственное задокументированное применение Мёнджэ бэгаб состоялось во время Корейской экспедиции вооружённых сил США в 1871 году, во время которой  жилет показал себя крайне неэффективным средством защиты: сохранились записи, свидетельствующие о том, что находившиеся под вражеским обстрелом корейские солдаты нередко прыгали в море, поскольку лицевая сторона Мёнджэ бэгаб практически никак не уберегала носителя от ружейного огня.
Один из экземпляров был захвачен американцами и затем передан на хранение в Смитсоновский институт, где он и пробыл до 2007 года, пока не был передан Республике Корее и не выставлен на всеобщее обозрение в национальном дворце-музее.